# Église du Seigneur-Jésus de Calcutta

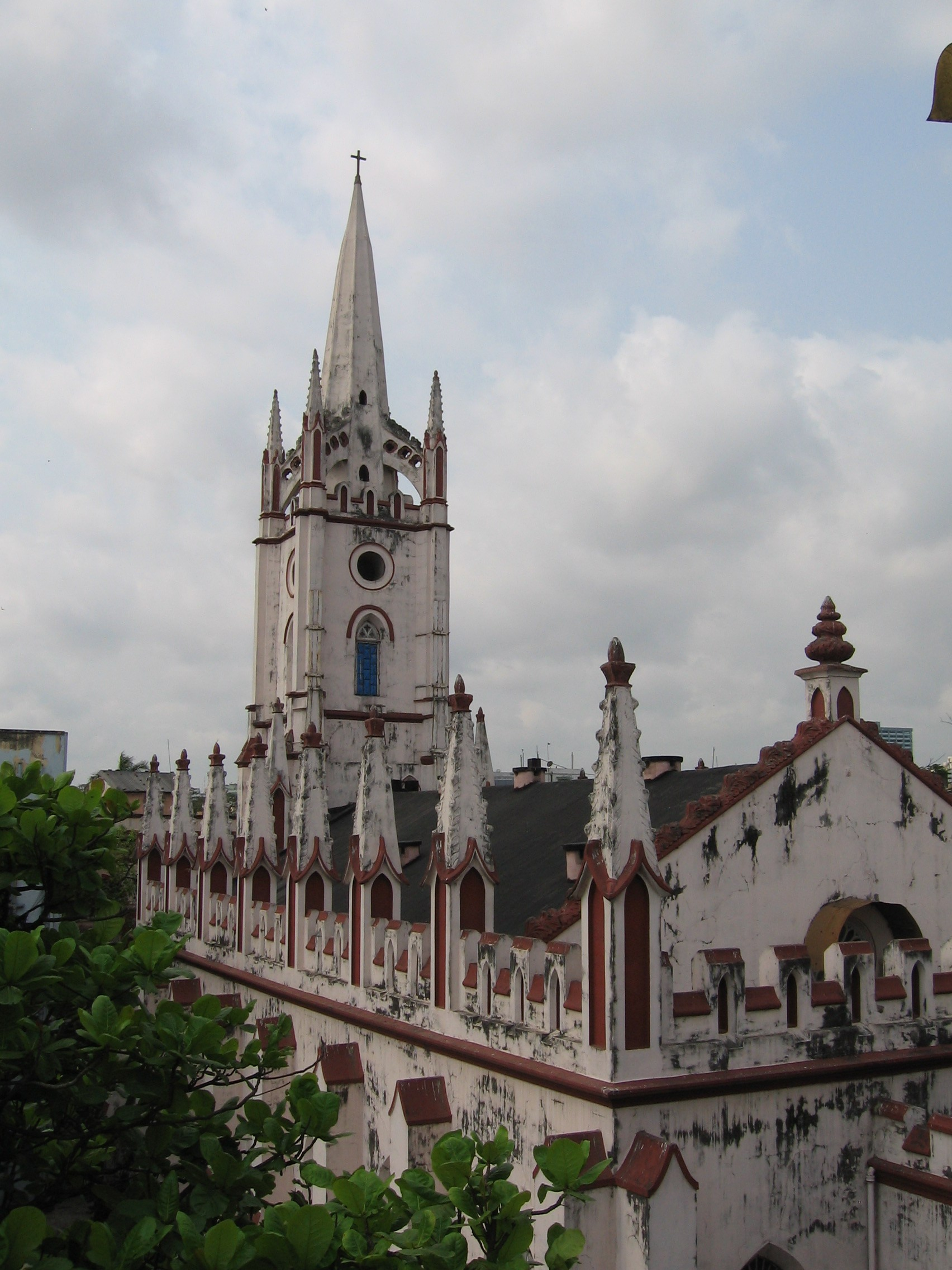
Église du Seigneur-Jésus de Calcutta

L’église du Seigneur-Jésus (en bengali : Prabhu Jisur Girja) est une église catholique sise à Taltala, un quartier du centre de la ville de Calcutta, en Inde. Ancienne église presbytérienne écossaise, elle est reprise par les jésuites en 1969, qui en ont fait un centre d’activités apostoliques diverses.

## Histoire
Alexander Duff, missionnaire presbytérien écossais, arrive à Calcutta au début du XIXe siècle. Très actif, il fonde en 1830 le Scottish Church College. En 1843, un grave schisme divise l’Église d’Écosse qui a des conséquences jusqu’en Inde. Les presbytériens se séparent en deux groupes. Une nouvelle Église libre d’Écosse voit le jour. À Calcutta, l’Église libre construit son église à Wellesley Street. 
Les deux Églises presbytériennes se réconciliant en une nouvelle union en 1929, cette Église perd de son importance. En 1942, les deux congrégations religieuses sont réunies en une seule, avec lieu de culte à St Andrew's Church. 
En 1969, l’édifice et ses annexes sont cédés aux pères jésuites qui lui donnent le nom d’église du Seigneur-Jésus’. La résidence jésuite y attenante devient un centre d’activités pastorales en langue bengalie (secrétariat des traductions liturgiques, communauté de vie chrétienne, etc.). Au fil des années, d’autres œuvres et institutions y sont établies : un centre de média et communications sociales, Chitrabani (depuis 1973) et une maison de formation pour les jeunes jésuites, depuis 1981.
En 2005, la vaste église, qui n’était cependant qu’un oratoire public, devient paroisse, sous le même titre de Prabhu Jisur Girja. La majorité des offices religieux y sont célébrés en langue bengalie.